# وميض أشعة غاما الأرضي
وميض أشعة غاما الأرضي (ملاحظة 1) هو دفق من أشعة غاما ينتج في غلاف الأرض الجوي. يمكن الكشف عن هذه الومضات باستخدام مراصد خاصة، مثل مرصد فيرمي الفضائي لأشعة غاما.
سجلت هذه الومضات لمدة زمنية تتراوح بين 0.2 إلى 3.5 ملي ثانية، ولها طاقة يصل مقدارها إلى حوالي 20 مليون إلكترون فولت. جرى التهكن بأن منشأ وميض أشعة غاما الأرضي يعود إلى الحقل الكهربائي الشديد المتشكل فوق أو داخل سحابة العاصفة الرعدية؛ كما وجد أن هذه الومضات تسبب دفقاً من الإلكترونات والبوزيترونات مرتفعة الطاقة.

## أمكانية إثارة الجسيمات السريعة
تم اقتراح أن وميض أشعة غاما الأرضي  TGFs هي منتجات ثانوية لنفثات من جسيمات نسبية عالية تهرب من الغلاف الجوي ، وتنتشر على طول خطوط المجال المغناطيسي ، وتدخل مرة أخرى في نصف الكرة المعاكس. في بعض الحالات ، يُظهر كل من TGFs المسجلة لدى بواسطة المسبارين RHESSI و BATSE أنماطًا غير عادية يبدو أنها تدعم هذا التفسير. ومع ذلك ، فإن هذه الحالات تتناقض مع غالبية البيانات الإحصائية حول أحداث وميض أشعة غاما الأرضي ، مثل أن هذه الأنواع من وميض أشعة غاما الأرضي ربما تمثل فقط جزءًا صغيرًا - إن وجد - من إجمالي الأحداث.
في 14 ديسمبر 2010 ، لاحظ القمر الصناعي Fermi حدوث وميض أشعة غاما الأرضي رقم TGF 091214 فوق الصحراء المصرية مع عدم وجود عواصف رعدية في مكان قريب. حدثت العاصفة الرعدية المصاحبة لها على بعد 4000 كم في زامبيا. وتحركت الجسيمات التي أثارت وميض أشعة غاما الأرضي  على طول خط المجال المغناطيسي. عند فحص توزيع الطاقة ، تم اكتشاف تراكم عند 511 كيلو فولت ، والذي يعتبر بمثابة أثر لإفناء الإلكترون والبوزيترون. وهذا يدعم افتراض أن المادة المضادة يمكن أن تتكون أيضًا في البرق الأرضي.
وفقًا للحسابات ، لا يمكن لـوميض أشعة غاما الأرضي إطلاق البوزيترونات فحسب ، بل أيضًا إطلاق النيوترونات والبروتونات السريعة. Neutronen wurden in Entladungen bereits تم قياس النيوترونات بالفعل في التفريغ ،  ولكن حتى الآن (2016) لا يوجد تأكيد تجريبي للبروتونات. يمكن أن تنتج انفجارات أشعة جاما جسيمات ثانوية مثل الإلكترونات والبوزيترونات والنيوترونات والبروتونات بطاقات تصل إلى 50 ميغا إلكترون فولت .

## هوامش
- ملاحظة 1 وميض أشعة غاما الأرضي يقابلها باللغة الإنجليزية terrestrial gamma-ray flash ويرمز لها اختصاراً TGF.